# Ilona Madary
Ilona Madary (Budapest, Hungría, 23 de junio de 1916-11 de junio de 2003) fue una gimnasta artística húngara, medallista de bronce olímpica en Berlín 1936 en el concurso por equipos.

## Carrera deportiva
En las Olimpiadas de Berlín 1936 gana el bronce en el concurso por equipos, tras las alemanas y checoslovacas, siendo sus compañeras de equipo: Margit Kalocsai, Margit Csillik, Gabriella Mészáro, Margit Nagy, Olga Törös, Judit Tóth y Eszter Voit.